# Polyardis delicata
Polyardis delicata är en tvåvingeart som beskrevs av Boris Mamaev 1993. Polyardis delicata ingår i släktet Polyardis och familjen gallmyggor.
Artens utbredningsområde är Ukraina. Inga underarter finns listade i Catalogue of Life.